# 南佛罗里达大学
南佛罗里达大学（University of South Florida，简称USF），隶属于佛罗里达州立大学系统，坐落于美国佛罗里达州坦帕市，是美国大学协会成员。

## 历史
成立于1956年。南佛罗里达大学2023-2024年拥有注册学生48,732名。除坦帕外，南佛罗里达大学在佛罗里达州圣彼得斯堡和薩拉索塔设有分校区。南佛罗里达大学被卡内基教学促进基金会归类为R1研究型大学。
2022年，南佛罗里达大学年度预算为23.1亿美元，2018-2019财年产生的经济影响达37亿美元。南佛罗里达大学同时也是美国研究治疗阿兹海默病、帕金森氏症、亨丁頓舞蹈症等疾病的顶级研究中心之一。

## 排名
全国U.S. News排名89（2024），世界排名271（2024年）。2018年，知识产权所有人协会根据全球各大学授予的美国专利数量将南佛罗里达大学评为世界第16名，美国大学中排名第七，佛州第一。在由美国国家科学基金会编制的排名中，USF的研究支出排在全美第50名，在佛罗里达州仅次于佛罗里达大学。南佛罗里达大学有20项研究生项目入选2012年《美国新闻与世界报道》评定的美国最好的研究生专业前100名。

## 外部連結
- Official website（页面存档备份，存于） （英文）
- Official athletics website（页面存档备份，存于） （英文）
- USF 25th Anniversary Oral History Project (1985)[] （英文）
- USF 50th Anniversary Oral History Project (2006)[] （英文）
- USF History Project[] （英文）
- USF Photograph Collection （页面存档备份，存于） （英文）